# ام‌اس پلاریس
ام‌اس پلاریس (به انگلیسی: MS Polaris) یک کشتی است که طول آن ۷۰٫۵۶ متر (۲۳۱٫۵ فوت) می‌باشد. این کشتی در سال ۱۹۶۸ ساخته شد.